# Тюкальщики
Тюкальщики (также душильщики, сократильщики, лобанщики) — название сект русского раскола в XVIII—XIX веках, которые убивали близких к смерти членов секты, полагая, что только тот войдёт в Царство Небесное, кто умрёт насильственной смертью. Случалось, что убивали и не больных.

## В современном языке
В современном разговорном русском языке «тюкалкой» называется приспособление для рыбной ловли, а «тюкальщиками», соответственно, — рыбаки, применяющие это приспособление.